# Анфо
Анфо (італ. Anfo) — муніципалітет в Італії, у регіоні Ломбардія, провінція Брешія.
Анфо розташоване на відстані близько 460 км на північ від Рима, 110 км на схід від Мілана, 35 км на північний схід від Брешії.
Населення — 472 особи (2014).
Щорічний фестиваль відбувається 29 червня. Покровитель — Петро (апостол).

## Демографія
Населення за роками:

Станом на 1 січня 2023 року в муніципалітеті офіційно проживало 27 іноземців з 5 країн, серед них 1 громадянин країн Євросоюзу та 3 громадяни України.

## Сусідні муніципалітети
- Баголіно
- Ідро
- Лавеноне